# 上西一郎
上西 一郎（うえにし いちろう、1963年5月9日 - ）は、日本の合唱指揮者。日本合唱指揮者協会関西支部理事、奈良県合唱連盟理事、合唱人集団「音楽樹」会員。

## 人物
奈良県出身。奈良県立橿原高等学校、大阪音楽大学音楽学部声楽科卒業。指揮を松尾昌美に、合唱指揮を藤井宏樹に、声楽を横田浩和に師事。
1983年、自身が在学中に部長を務めていた奈良県立橿原高等学校コーラス部のOB・OGを中心とした合唱団「クール シェンヌ」を結成し、音楽監督に就任。1991年より関西合唱コンクールへの出場を始め、1997年には金賞を受賞し、全日本合唱コンクールへの推薦を獲得する。以降、2018年までに、クール シェンヌを率いて全国金賞を13回、また宝塚国際室内合唱コンクールでも5回の入賞を果たしている。Chor Alyssumでは結成後約半年で東京都合唱コンクールへ初出場し室内部門で金賞・東京都知事賞を、全国大会では金賞を受賞している。
現在、クール シェンヌ、合唱団ル・グラン、アンサンブル・テルミナ、奈良女子大学音楽部、Ensemble Nisi、Nelken Chor、Chor Alyssum、Ensemble Pierisにおいて音楽監督を務める。その他、大学合唱団などへの客演指揮や、コンクールの審査員、合唱講習会・レッスンの講師なども務めている。